# Brzegi Górne
Brzegi Górne (do 1968 Berehy Górne) – wieś w Polsce położona w województwie podkarpackim, w powiecie bieszczadzkim, w gminie Lutowiska. Leży przy DW897. 

## Historia
W latach 1975–1998 miejscowość administracyjnie należała do województwa krośnieńskiego.
Wieś prawa wołoskiego Berehy Górne w latach 1551–1600, położona w ziemi sanockiej województwa ruskiego. W XVI w. właścicielami tej miejscowości byli Kmitowie. Do 1553 dziedziczył ją Piotr Kmita Sobieński, a po jego śmierci bezdzietna wdowa Barbara Kmita z Herburtów. Po jej śmierci w 1580 – brat Stanisław Herburt. W połowie XIX wieku właścicielką posiadłości tabularnej w Berehach Górnych była Krystyna Niemczewska i współwłaściciele. Na przełomie XIX i XX wieku obszary we wsi posiadał Antoni Pogłodowski, a w 1903 odkupił je od niego Teodor Alfred Serwatowski.
25 września 1944 wieś została zajęta przez wojska radzieckie.
W latach 70. w pasie Wetlina-Ustrzyki Górne planowano budowę domów wczasowych na 10 tys. osób. Tylko w Berehach miało wypoczywać 3 tys. wczasowiczów.
Od 1976 nad potokiem Prowcza funkcjonowała studencka baza namiotowa. Dla upamiętnienia ukraińskiej przeszłości tych rejonów wybudowano w niej bramę ozdobną zwieńczoną tryzubem, co spowodowało interwencję SB.
We wsi zachował się cmentarz greckokatolicki, odnowiony w 1989 r. przez uczestników obozu konserwatorskiego zorganizowanego w ramach akcji "Nadsanie" i w kolejnych latach przez Stowarzyszenie Magurycz.
W 2011 wieś zamieszkiwało 7 osób. Gospodarstwo znajduje się tuż przy zejściu z połoniny Wetlińskiej na czerwonym szlaku. Znajduje się tam punkt gastronomiczny, pole namiotowe, można również wynająć domek letniskowy lub miejsce w stodole na sianie.
Na terenie wsi notowano występowanie zarazy macierzankowej – bardzo rzadkiego w Polsce gatunku rośliny.
Wierni kościoła rzymskokatolickiego należą do parafii św. Michała Archanioła w Dwerniku.

## Szlaki turystyczne
Główny Szlak Beskidzki:
- Połonina Wetlińska – Brzegi Górne – Połonina Caryńska – Ustrzyki Górne